# (We're Gonna) Rock Around the Clock
(We're Gonna) Rock Around the Clock és una cançó de rock and roll popularitzada i adaptada al rock and Roll per Bill Haley & His Comets, la qual ja havia sigut enregistrada per Sonny Dae & the Knights, i composta el 1952 per Max C. Freedman i Jimmy De Knight (James E. Myers). Va ser el primer single de la història del rock en classificar-se amb el N°1 al Billboard Hot 100, el 9 de juliol de 1955, encara que no va ser el primer èxit de la música rock ni el primer disc enregistrat per Bill Haley va esdevenir la cançó emblemàtica de la música rock.

## Història
Aquest títol va estar influït per altres cançons precedents, entre d'altres  Around the Clock per Wynonie Harris el 1945, Move It On Over per Hank Williams el 1947 i Rock the Joint per Billy Preston el 1949 i pel mateix Bill Haley (and his Saddlemen) el 1952.
El 12 d'abril de 1954, el cantant Bill Haley, i el seu grup « The Comets », enregistraren al Pythian Temple de Nova York dues cançons, en un single, editades editada per Decca Records en la cara B: Thirteen Women (and Only One Man in Town), el maig de 1954, aquest títol passà primer desapercebut malgrat la publicitat en la revista Billboard: el 29 de maig, entrà en el lloc 23 de les vendes i en va desaparèixer a la següent setmana.
Però Jimmy De Knight, conseller tècnic per la pel·lícula Blackboard Jungle, escollí aquest títol com cançó principal del film. La pel·lícula s'estrenà el març de 1955 i el disc es va reeditar i es va posar en el nº 1 en vendes als Estats Units del 9 de juliol al 27 d'agost. Les vendes mundials de la cançó ultrapassen els 30 milions de discs en més de 50 anys.
Bill Haley ha tornat a enregistrar aquesta cançó moltes vegades, la versió original dura 2 minuts i 8 segons. Entre els músics hi havia al contrabaix Marshall Lytle i a la guitarra Danny Cedrone que desgraciadament morí, d'un atac de cor, a l'estiu de 1954.
Entre d'altres figura a la pel·lícula American Graffiti de George Lucas.

## Algunes altres versions
- Sonny Dae & His Knights, 20 de març de 1954 (Arcade),[4] un mes abans que la de Bill Haley
- The Isley Brothers, a l'àlbum Shout (RCA Victor, 1959)
- Jumpin' Gene Simmons, a Jumpin' Gene Simmons (Hi, 1964)
- Mae West, a Great Balls of Fire (MGM, 1972)
- Carl Perkins, a Ol' Blue Suede's Back - Carl Perkins' Tribute to Rock and Roll (1978)
- El grup belga Telex, a Looking for Saint-Tropez (RKM, 1979)
- The Sex Pistols, cantat per Ten Pole Tudor, a The Great Rock 'n' Roll Swindle (Virgin, 1979)
- Les Forbans, a Rock'n Roll Story (1996)
- Jeff Beck, a "Rock'n'Roll Party" (2010)

Rock Around the Clock va ser adaptat al francès amb el títol de « Toutes les heures qui sonnent » per Jacques Hélian el gener de 1956.

## Aparicions
Hi ha un tros d'aquesta cançó al final del Simpson Horror Show XV.